# Конверский, Анатолий Евгениевич
Анатолий Евгениевич Конверский (укр. Анатолій Євгенович Конверський, род. 15 сентября 1948, село Горышковка Томашпольского района, Винницкой области) — украинский учёный, философ

. Доктор философских наук (1992), профессор (1994), академик НАН Украины (2012).
Окончил Киевский университет в 1971 году. Работает в нём с 1974: с 1992 — заведующий кафедрой логики, с 1995 — декан философского факультета. Научные исследования: проблемы логики и методологии науки, свойства теории как главного итога познавательной деятельности, пути выявления конкретно научной теории в виде логической модели. Автор учебника «Логика» (Киев, 2008), учебного пособия «Логика традиционная и современная» (Москва, 2010).
Круг научных интересов Анатолия Конверского составляют актуальные проблемы логики и методологии науки. В последнее время он исследует основные свойства теории как главного итога познавательной деятельности; раскрывает природу методологического анализа научного знания; определяет основные черты предметного мира теории; анализирует суть моделей обоснования теории (дедуктивной и индуктивной) исследует пути выявления конкретно-научной теории в виде логичной модели, связь проблемы обоснования теории с основными идеями современной логики.

## Научные труды
Автор учебников по логике, критическому мышлению, в частности:
- Конверський А.Є. Логіка. Підручник для студентів юридичних факультетів. — 3-тє вид. перероб. та доп. — К. : Центр учбової літератури, 2012. — 296 с. — ISBN 978-611-01-0283-4.
- Конверский А. Е. Логика. — М.: Издательство Московского университета. 2014. — 336 с.
- Конверський А.Є. Логіка. Підручник для студентів юридичних факультетів. 5-те вид. перероб. та доп. — К,: Центр учбової літератури, 2016. — 320 с.
- Конверський А.Є. Логіка: підручник. — К.: ВПЦ «Київський університет», 2017. — 391 с.
- Конверський А.Є. Сучасна логіка (традиційна та некласична). — К.: Центр учбової літератури, 2017. — 294 с.
- Конверський А.Є. Критичне мислення. — К.: Центр учбової літератури, 2018. — 344 с.
- Конверський А.Є. Традиційна логіка. Підручник для студентів навчальних закладів вищої освіти усіх спеціальностей. — К.: Центр учбової літератури, 2019. — 452 с.